# Laccobius minutoides
Laccobius minutoides är en skalbaggsart som beskrevs av Armand D'Orchymont 1942. Laccobius minutoides ingår i släktet Laccobius och familjen palpbaggar. Inga underarter finns listade i Catalogue of Life.